# Liste der denkmalgeschützten Objekte in Radstadt
Die Liste der denkmalgeschützten Objekte in Radstadt enthält die 61 denkmalgeschützten, unbeweglichen Objekte der Gemeinde Radstadt.

## Denkmäler
| Foto  |                 | Denkmal                                                                              | Standort                                                 | Beschreibung | Metadaten |
| ----- | --------------- | ------------------------------------------------------------------------------------ | -------------------------------------------------------- | --- | --- |
| ja    | Datei hochladen | Franzosenkreuz HERIS-ID: 27894 Objekt-ID: 24439                                      | bei Mandlingstraße 15 Standort KG: Mandling              | Gneis-Glimmer-Kreuz mit Inschrift 1680 (?) | BDA-Hist.: Q37916376 Status: § 2a Stand der BDA-Liste: 2025-06-30 Name: Franzosenkreuz GstNr.: 804/4 Franzosenkreuz Mandling                                                                        |
| ja    | Datei hochladen | Herz-Jesu-Kapelle HERIS-ID: 27899 Objekt-ID: 24445                                   | Ennswald Standort KG: Mandling                           | Die kleine rechteckige Kapelle steht einige Kilometer östlich von Radstadt und wurde in den Jahren 1902/03 erbaut. | BDA-Hist.: Q37916447 Status: § 2a Stand der BDA-Liste: 2025-06-30 Name: Herz-Jesu-Kapelle GstNr.: .103 Herz Jesu Kapelle, Radstadt                                                                  |
| ja    | Datei hochladen | Paßanlage, Paß Mandling HERIS-ID: 46707 Objekt-ID: 48840                             | Standort KG: Mandling                                    | Eine Befestigungsanlage an der salzburgisch-steirischen Grenze gab es bereits im 13. Jahrhundert, im 17. Jahrhundert wurde sie noch einmal ausgebaut. Anmerkung: Drei nicht zusammenhängende Grundstücksnummern, sie betreffen die linke Mauer zur Mandling, aber nicht das Tor, die Hinterseite des Kaufhauses und den ganzen Bergrücken Richtung NW. Ob sich am Bergrücken Reste der Anlage finden lassen, ist zu klären. | BDA-Hist.: Q122216353 Status: Bescheid Stand der BDA-Liste: 2025-06-30 Name: Paßanlage, Paß Mandling GstNr.: 3/1, 6/2, 38/2 Mandlingpass fortifications                                             |
| ja    | Datei hochladen | Paßanlage, Paß Mandling HERIS-ID: 46708 Objekt-ID: 48841                             | Standort KG: Mandling                                    | Eine Befestigungsanlage an der salzburgisch-steirischen Grenze gab es bereits im 13. Jahrhundert, im 17. Jahrhundert wurde sie noch einmal ausgebaut. | BDA-Hist.: Q64692169 Status: Bescheid Stand der BDA-Liste: 2025-06-30 Name: Paßanlage, Paß Mandling GstNr.: 807/3 Mandlingpass fortifications                                                       |
| ja    | Datei hochladen | Paßanlage, Paß Mandling HERIS-ID: 46709 Objekt-ID: 48842                             | Standort KG: Mandling                                    | Eine Befestigungsanlage an der salzburgisch-steirischen Grenze gab es bereits im 13. Jahrhundert, im 17. Jahrhundert wurde sie noch einmal ausgebaut. | BDA-Hist.: Q64692170 Status: Bescheid Stand der BDA-Liste: 2025-06-30 Name: Paßanlage, Paß Mandling GstNr.: 853/2 Mandlingpass fortifications                                                       |
| ja    | Datei hochladen | Paßanlage, Paß Mandling HERIS-ID: 46710 Objekt-ID: 48843                             | Standort KG: Mandling                                    | Eine Befestigungsanlage an der salzburgisch-steirischen Grenze gab es bereits im 13. Jahrhundert, im 17. Jahrhundert wurde sie noch einmal ausgebaut. | BDA-Hist.: Q64692171 Status: Bescheid Stand der BDA-Liste: 2025-06-30 Name: Paßanlage, Paß Mandling GstNr.: 1/1 Mandlingpass fortifications                                                         |
| ja    | Datei hochladen | Paßanlage, Paß Mandling HERIS-ID: 46711 Objekt-ID: 48844                             | Standort KG: Mandling                                    | Eine Befestigungsanlage an der salzburgisch-steirischen Grenze gab es bereits im 13. Jahrhundert, im 17. Jahrhundert wurde sie noch einmal ausgebaut. | BDA-Hist.: Q64692172 Status: Bescheid Stand der BDA-Liste: 2025-06-30 Name: Paßanlage, Paß Mandling GstNr.: 35/2 Mandlingpass fortifications                                                        |
| ja    | Datei hochladen | Paßanlage, Paß Mandling HERIS-ID: 46712 Objekt-ID: 48845                             | Standort KG: Mandling                                    | Eine Befestigungsanlage an der salzburgisch-steirischen Grenze gab es bereits im 13. Jahrhundert, im 17. Jahrhundert wurde sie noch einmal ausgebaut. Anmerkung: ein NS ziehender, rund 70 Meter langer Mauerrest | BDA-Hist.: Q64692173 Status: Bescheid Stand der BDA-Liste: 2025-06-30 Name: Paßanlage, Paß Mandling GstNr.: 17/2 Mandlingpass fortifications                                                        |
| ja    | Datei hochladen | Bauernhaus, Haus Schütte-Lihotzky HERIS-ID: 13348 Objekt-ID: 9525                    | Bürgerbergstraße 3 Standort KG: Radstadt                 | Das Haus wurde in den 1960er-Jahren von Margarete Schütte-Lihotzky für ihre Schwester und ihren Schwager geplant und fungierte auch als ihr Sommeraufenthalt. | BDA-Hist.: Q38175847 Status: Bescheid Stand der BDA-Liste: 2025-06-30 Name: Bauernhaus, Haus Schütte-Lihotzky GstNr.: 280/2                                                                         |
| ja    | Datei hochladen | Eingemauerte Gussplatte HERIS-ID: 36511 Objekt-ID: 35485                             | Ernest-Thun-Gasse 2 Standort KG: Radstadt                | | BDA-Hist.: Q37970230 Status: Bescheid Stand der BDA-Liste: 2025-06-30 Name: Eingemauerte Gussplatte GstNr.: .48 Stadtapotheke Radstadt                                                              |
| ja    | Datei hochladen | Mauern, Teil der Stadtmauer HERIS-ID: 36513 Objekt-ID: 35491                         | Ernest-Thun-Gasse 2 Standort KG: Radstadt                | Teil der im zweiten Viertel des 16. Jahrhunderts ausgebauten Stadtmauer | BDA-Hist.: Q37970250 Status: Bescheid Stand der BDA-Liste: 2025-06-30 Name: Mauern, Teil der Stadtmauer GstNr.: .48 City wall of Radstadt                                                           |
| ja    | Datei hochladen | Mauern, Teil der Stadtmauer HERIS-ID: 36514 Objekt-ID: 35492                         | Ernest-Thun-Gasse 6 Standort KG: Radstadt                | Teil der im zweiten Viertel des 16. Jahrhunderts ausgebauten Stadtmauer | BDA-Hist.: Q37970261 Status: Bescheid Stand der BDA-Liste: 2025-06-30 Name: Mauern, Teil der Stadtmauer GstNr.: 3 City wall of Radstadt                                                             |
| ja    | Datei hochladen | Mauern, Teil der Stadtmauer HERIS-ID: 36515 Objekt-ID: 35493                         | Ernest-Thun-Gasse 8 Standort KG: Radstadt                | Teil der im zweiten Viertel des 16. Jahrhunderts ausgebauten Stadtmauer | BDA-Hist.: Q37970271 Status: Bescheid Stand der BDA-Liste: 2025-06-30 Name: Mauern, Teil der Stadtmauer GstNr.: .45 City wall of Radstadt                                                           |
| ja    | Datei hochladen | Mauern, Teil der Stadtmauer HERIS-ID: 36516 Objekt-ID: 35494                         | Ernest-Thun-Gasse 10 Standort KG: Radstadt               | Teil der im zweiten Viertel des 16. Jahrhunderts ausgebauten Stadtmauer | BDA-Hist.: Q37970283 Status: Bescheid Stand der BDA-Liste: 2025-06-30 Name: Mauern, Teil der Stadtmauer GstNr.: .44 City wall of Radstadt                                                           |
| ja BW | Datei hochladen | Mauern, Teil der Stadtmauer HERIS-ID: 36517 Objekt-ID: 35495                         | Ernest-Thun-Gasse 14 Standort KG: Radstadt               | Teil der im zweiten Viertel des 16. Jahrhunderts ausgebauten Stadtmauer | BDA-Hist.: Q37970292 Status: Bescheid Stand der BDA-Liste: 2025-06-30 Name: Mauern, Teil der Stadtmauer GstNr.: .43/2 City wall of Radstadt                                                         |
| ja    | Datei hochladen | Mauern, Teil der Stadtmauer HERIS-ID: 36519 Objekt-ID: 35497                         | Ernest-Thun-Gasse 20 Standort KG: Radstadt               | Teil der im zweiten Viertel des 16. Jahrhunderts ausgebauten Stadtmauer | BDA-Hist.: Q37970301 Status: Bescheid Stand der BDA-Liste: 2025-06-30 Name: Mauern, Teil der Stadtmauer GstNr.: .41/1 City wall of Radstadt                                                         |
| ja    | Datei hochladen | Mauern, Teil der Stadtmauer HERIS-ID: 36520 Objekt-ID: 35498                         | Ernest-Thun-Gasse 22 Standort KG: Radstadt               | Teil der im zweiten Viertel des 16. Jahrhunderts ausgebauten Stadtmauer | BDA-Hist.: Q37970310 Status: Bescheid Stand der BDA-Liste: 2025-06-30 Name: Mauern, Teil der Stadtmauer GstNr.: .40 City wall of Radstadt                                                           |
| ja    | Datei hochladen | Mauern, Teil der Stadtmauer HERIS-ID: 36522 Objekt-ID: 35500                         | Hofhaimergasse 1 Standort KG: Radstadt                   | Teil der im zweiten Viertel des 16. Jahrhunderts ausgebauten Stadtmauer | BDA-Hist.: Q37970328 Status: Bescheid Stand der BDA-Liste: 2025-06-30 Name: Mauern, Teil der Stadtmauer GstNr.: .109 City wall of Radstadt                                                          |
| ja    | Datei hochladen | Mauern, Teil der Stadtmauer HERIS-ID: 36523 Objekt-ID: 35501                         | Hofhaimergasse 3 Standort KG: Radstadt                   | Teil der im zweiten Viertel des 16. Jahrhunderts ausgebauten Stadtmauer | BDA-Hist.: Q37970338 Status: Bescheid Stand der BDA-Liste: 2025-06-30 Name: Mauern, Teil der Stadtmauer GstNr.: .110 City wall of Radstadt                                                          |
| ja    | Datei hochladen | Mauern, Teil der Stadtmauer HERIS-ID: 36524 Objekt-ID: 35502                         | Hofhaimergasse 7 Standort KG: Radstadt                   | Teil der im zweiten Viertel des 16. Jahrhunderts ausgebauten Stadtmauer | BDA-Hist.: Q37970345 Status: Bescheid Stand der BDA-Liste: 2025-06-30 Name: Mauern, Teil der Stadtmauer GstNr.: 28, .111 City wall of Radstadt                                                      |
| ja    | Datei hochladen | Stadtmauer HERIS-ID: 61863 Objekt-ID: 74342                                          | Hofhaimergasse 9, 11 Standort KG: Radstadt               | Der Hexenturm bildet das südwestliche Eck der im 16. Jahrhundert erneuerten Stadtbefestigung. | BDA-Hist.: Q38097707 Status: Bescheid Stand der BDA-Liste: 2025-06-30 Name: Stadtmauer GstNr.: .112, .113, 36 City wall of Radstadt                                                                 |
| ja    | Datei hochladen | Mauern, Teil der Stadtmauer HERIS-ID: 36525 Objekt-ID: 35503                         | Hofhaimergasse 13 Standort KG: Radstadt                  | Teil der im zweiten Viertel des 16. Jahrhunderts ausgebauten Stadtmauer | BDA-Hist.: Q37970354 Status: Bescheid Stand der BDA-Liste: 2025-06-30 Name: Mauern, Teil der Stadtmauer GstNr.: .30, 37 City wall of Radstadt                                                       |
| ja    | Datei hochladen | Mauern, Teil der Stadtmauer HERIS-ID: 36526 Objekt-ID: 35504                         | Hofhaimergasse 17 Standort KG: Radstadt                  | Teil der im zweiten Viertel des 16. Jahrhunderts ausgebauten Stadtmauer | BDA-Hist.: Q37970365 Status: Bescheid Stand der BDA-Liste: 2025-06-30 Name: Mauern, Teil der Stadtmauer GstNr.: .31 City wall of Radstadt                                                           |
| ja    | Datei hochladen | Mauern, Teil der Stadtmauer HERIS-ID: 36527 Objekt-ID: 35505                         | Hofhaimergasse 19 Standort KG: Radstadt                  | Teil der im zweiten Viertel des 16. Jahrhunderts ausgebauten Stadtmauer | BDA-Hist.: Q37970377 Status: Bescheid Stand der BDA-Liste: 2025-06-30 Name: Mauern, Teil der Stadtmauer GstNr.: .32 City wall of Radstadt                                                           |
| ja    | Datei hochladen | Mauern, Teil der Stadtmauer HERIS-ID: 36528 Objekt-ID: 35506                         | Hoheneggstraße 12 Standort KG: Radstadt                  | Teil der im zweiten Viertel des 16. Jahrhunderts ausgebauten Stadtmauer | BDA-Hist.: Q37970389 Status: Bescheid Stand der BDA-Liste: 2025-06-30 Name: Mauern, Teil der Stadtmauer GstNr.: .39 City wall of Radstadt                                                           |
| ja    | Datei hochladen | Gasthaus, Torwirt HERIS-ID: 27940 Objekt-ID: 24488                                   | Hoheneggstraße 12 Standort KG: Radstadt                  | Das dreigeschoßige Gebäude nahe der Stadtbefestigung stammt im Kern aus dem 16. Jahrhundert. | BDA-Hist.: Q37916569 Status: Bescheid Stand der BDA-Liste: 2025-06-30 Name: Gasthaus, Torwirt GstNr.: .39 Torwirt, Radstadt                                                                         |
| ja    | Datei hochladen | Mauern, Teil der Stadtmauer (Torbäckenhaus) HERIS-ID: 36529 Objekt-ID: 35507         | Hoheneggstraße 17 Standort KG: Radstadt                  | Das Torbäckerhaus war mit dem Oberen oder Salzburger Tor verbunden, das 1348 urkundlich erwähnt und 1865 nach einem Stadtbrand geschleift wurde. | BDA-Hist.: Q37970401 Status: Bescheid Stand der BDA-Liste: 2025-06-30 Name: Mauern, Teil der Stadtmauer (Torbäckenhaus) GstNr.: .37 Torbäckenhaus, Radstadt                                         |
| ja    | Datei hochladen | Mauern, Teil der Stadtmauer HERIS-ID: 36530 Objekt-ID: 35508                         | Karl-Berg-Gasse 1 Standort KG: Radstadt                  | Teil der im zweiten Viertel des 16. Jahrhunderts ausgebauten Stadtmauer | BDA-Hist.: Q37970411 Status: Bescheid Stand der BDA-Liste: 2025-06-30 Name: Mauern, Teil der Stadtmauer GstNr.: .51 City wall of Radstadt                                                           |
| ja    | Datei hochladen | Mesnerhaus HERIS-ID: 27926 Objekt-ID: 24472                                          | Karl-Berg-Gasse 14 Standort KG: Radstadt                 | | BDA-Hist.: Q37916515 Status: Bescheid Stand der BDA-Liste: 2025-06-30 Name: Mesnerhaus GstNr.: .80 Messnerhaus Radstadt                                                                             |
| ja    | Datei hochladen | Schweigerkapelle HERIS-ID: 27924 Objekt-ID: 24470                                    | gegenüber Loretostraße 14 Standort KG: Radstadt          | | BDA-Hist.: Q37916497 Status: § 2a Stand der BDA-Liste: 2025-06-30 Name: Schweigerkapelle GstNr.: .264                                                                                               |
| ja    | Datei hochladen | Kath. Filialkirche Maria Loreto HERIS-ID: 27957 Objekt-ID: 24506                     | gegenüber Loretostraße 30 Standort KG: Radstadt          | Die kleine barocke Saalkirche mit westseitigem Giebelturm steht nordwestlich des Stadtzentrums auf einem Hang. Der Bau wurde im Jahr 1677 begonnen, jedoch erst 1750 nach zwei Erweiterungen geweiht. Der Hochaltar stammt vom Ende des 18. Jahrhunderts. | BDA-Hist.: Q37916743 Status: § 2a Stand der BDA-Liste: 2025-06-30 Name: Kath. Filialkirche Maria Loreto GstNr.: .143 Kirche Maria Loreto Radstadt                                                   |
| ja    | Datei hochladen | Färberturm, Teichturm, Amtmannturm HERIS-ID: 30479 Objekt-ID: 27227                  | Margarete-Schütte-Lihotzky-Platz 1 Standort KG: Radstadt | Der Amtmannturm bildet die nordwestliche Ecke der Stadtbefestigung und ist mit 1534 bezeichnet. | BDA-Hist.: Q37934517 Status: Bescheid Stand der BDA-Liste: 2025-06-30 Name: Färberturm, Teichturm, Amtmannturm GstNr.: 45, .224 Färberturm, Radstadt                                                |
| ja    | Datei hochladen | Mauern, Teil der Stadtmauer HERIS-ID: 36531 Objekt-ID: 35509                         | Paris-Lodron-Gasse 2 Standort KG: Radstadt               | Teil der im zweiten Viertel des 16. Jahrhunderts ausgebauten Stadtmauer | BDA-Hist.: Q37970422 Status: Bescheid Stand der BDA-Liste: 2025-06-30 Name: Mauern, Teil der Stadtmauer GstNr.: .107 City wall of Radstadt                                                          |
| ja    | Datei hochladen | Mauern, Teil der Stadtmauer HERIS-ID: 36532 Objekt-ID: 35510                         | Paris-Lodron-Gasse 6 Standort KG: Radstadt               | Teil der im zweiten Viertel des 16. Jahrhunderts ausgebauten Stadtmauer | BDA-Hist.: Q37970444 Status: Bescheid Stand der BDA-Liste: 2025-06-30 Name: Mauern, Teil der Stadtmauer GstNr.: .105/1 City wall of Radstadt                                                        |
| ja    | Datei hochladen | Ehem. Burg, ehem. Kapuzinerkloster, Pfarrhof HERIS-ID: 27951 Objekt-ID: 24500        | Prehauserplatz 1 Standort KG: Radstadt                   | Das ehemalige Kloster geht auf die Stadtburg zurück, kam 1620 an den Kapuzinerorden und wurde in Folge großzügig umgebaut. Nach 1728 wurde die Klosterkirche erweitert, was ebenfalls zu Lasten älterer Bausubstanz ging. 1978 wurde das Kloster aufgehoben, das Gebäude dient nunmehr als Pfarrhof der Stadtpfarrkirche.                                                                                                   | BDA-Hist.: Q15790361 Status: Bescheid Stand der BDA-Liste: 2025-06-30 Name: Ehem. Burg, ehem. Kapuzinerkloster, Pfarrhof GstNr.: .70 Ehemaliges Kapuzinerkloster Radstadt                           |
| ja    | Datei hochladen | Steirertor (Torhaus mit Pecherker) HERIS-ID: 27952 Objekt-ID: 24501                  | Prehauserplatz 2 Standort KG: Radstadt                   | Das Haus bildet den südöstlichen Eckpunkt der Burg-Kloster-Anlage und diente früher als Stadttor. An seiner Ostseite befindet sich ein flacher Erker mit zwei Wappentafeln. | BDA-Hist.: Q37916655 Status: Bescheid Stand der BDA-Liste: 2025-06-30 Name: Steirertor (Torhaus mit Pecherker) GstNr.: .73 Steiertor, Radstadt                                                      |
| ja    | Datei hochladen | Bundesforste; ehem. erzbischöflicher Schüttkasten HERIS-ID: 11846 Objekt-ID: 7966    | Prehauserplatz 3 Standort KG: Radstadt                   | Der breitgelagerte dreigeschoßige Bau am östlichen Stadtrand wurde in der 2. Hälfte des 18. Jahrhunderts umgebaut. | BDA-Hist.: Q38114301 Status: Bescheid Stand der BDA-Liste: 2025-06-30 Name: Bundesforste; ehem. erzbischöflicher Schüttkasten GstNr.: 60, 62, .74, 14, 494/1 Schüttkasten, Radstadt                 |
| ja    | Datei hochladen | Straßenwärterhaus, Straßenmeisterei HERIS-ID: 27902 Objekt-ID: 24448                 | Salzburger Straße 18 Standort KG: Radstadt               | | BDA-Hist.: Q37916477 Status: § 2a Stand der BDA-Liste: 2025-06-30 Name: Straßenwärterhaus, Straßenmeisterei GstNr.: .275                                                                            |
| ja    | Datei hochladen | Mauern, Teil der Stadtmauer HERIS-ID: 36533 Objekt-ID: 35512                         | Schernbergstraße 12 Standort KG: Radstadt                | Teil der im zweiten Viertel des 16. Jahrhunderts ausgebauten Stadtmauer | BDA-Hist.: Q37970454 Status: Bescheid Stand der BDA-Liste: 2025-06-30 Name: Mauern, Teil der Stadtmauer GstNr.: 18 City wall of Radstadt                                                            |
| ja    | Datei hochladen | Mauern, Teil der Stadtmauer HERIS-ID: 36534 Objekt-ID: 35513                         | Schernbergstraße 14 Standort KG: Radstadt                | Teil der im zweiten Viertel des 16. Jahrhunderts ausgebauten Stadtmauer | BDA-Hist.: Q37970465 Status: Bescheid Stand der BDA-Liste: 2025-06-30 Name: Mauern, Teil der Stadtmauer GstNr.: 17, .91 City wall of Radstadt                                                       |
| ja    | Datei hochladen | Mauern, Teil der Stadtmauer HERIS-ID: 36535 Objekt-ID: 35514                         | Schernbergstraße 16 Standort KG: Radstadt                | Teil der im zweiten Viertel des 16. Jahrhunderts ausgebauten Stadtmauer | BDA-Hist.: Q37970480 Status: Bescheid Stand der BDA-Liste: 2025-06-30 Name: Mauern, Teil der Stadtmauer GstNr.: 16 City wall of Radstadt                                                            |
| ja    | Datei hochladen | Mauern, Teil der Stadtmauer HERIS-ID: 36536 Objekt-ID: 35515                         | Schernbergstraße 16 Standort KG: Radstadt                | Teil der im zweiten Viertel des 16. Jahrhunderts ausgebauten Stadtmauer | BDA-Hist.: Q37970491 Status: Bescheid Stand der BDA-Liste: 2025-06-30 Name: Mauern, Teil der Stadtmauer GstNr.: .214, 494/6, 15, 494/5 City wall of Radstadt                                        |
| ja    | Datei hochladen | Schloss Lerchen HERIS-ID: 27958 Objekt-ID: 24507                                     | Schloßstraße 1 Standort KG: Radstadt                     | Der Ansitz stammt im Kern aus dem 13. Jahrhundert, wurde aber 1526 durch einen Brand zerstört und anschließend verändert wiederaufgebaut. Es diente lange als Amtshaus der erzbischöflichen Wald- und Wildhüter. Das dreigeschoßige Schloss hat ein schlichtes Erscheinungsbild, am Erker befindet sich das Wappen von Erzbischof Hieronymus Colloredo. Es fungiert nunmehr als Heimatmuseum.                               | BDA-Hist.: Q15844484 Status: § 2a Stand der BDA-Liste: 2025-06-30 Name: Schloss Lerchen GstNr.: .133 Schloss Lerchen                                                                                |
| ja    | Datei hochladen | Anlage Schloss Mauer HERIS-ID: 27961 Objekt-ID: 24510seit 2013                       | bei Schloßstraße 79 Standort KG: Radstadt                | Das Schloss wurde 1350 erstmals urkundlich erwähnt, erhielt im 17. Jahrhundert sein heutiges Erscheinungsbild, 1865 wurde es durch den großen Stadtbrand teilweise zerstört. Es ist ein dreistöckiges Gebäude mit Walmdach und Mittelerker, an der Umfriedung befinden sich zwei Türme (ursprünglich vier). Die Eingangshalle ist mit Kassettendecken ausgestattet. Ein Anbau ans Schloss fungiert als Wirtschaftsgebäude.  | BDA-Hist.: Q15635093 Status: Bescheid Stand der BDA-Liste: 2025-06-30 Name: Anlage Schloss Mauer GstNr.: .192, 436 Schloss Mauer, Radstadt                                                          |
| ja    | Datei hochladen | Ehemaliges Bezirksgericht HERIS-ID: 27962 Objekt-ID: 24511                           | Stadtplatz 1 Standort KG: Radstadt                       | Der breitgelagerte Bau am Hauptplatz zeigt eine einfache klassizistische Architektur. Er wurde 1785 errichtet und 1865 erneuert. Bis zu dessen Auflösung war er Sitz des Bezirksgerichtes Radstadt. | BDA-Hist.: Q37916819 Status: Bescheid Stand der BDA-Liste: 2025-06-30 Name: Bezirksgericht GstNr.: .1, .2 Bezirksgericht Radstadt                                                                   |
| ja    | Datei hochladen | Mauern, Teil der Stadtmauer HERIS-ID: 36537 Objekt-ID: 35516                         | Stadtplatz 2 Standort KG: Radstadt                       | Teil der im zweiten Viertel des 16. Jahrhunderts ausgebauten Stadtmauer | BDA-Hist.: Q37970502 Status: Bescheid Stand der BDA-Liste: 2025-06-30 Name: Mauern, Teil der Stadtmauer GstNr.: .49 City wall of Radstadt                                                           |
| ja    | Datei hochladen | Mauern, Teil der Stadtmauer HERIS-ID: 36538 Objekt-ID: 35517                         | Stadtplatz 3 Standort KG: Radstadt                       | Teil der im zweiten Viertel des 16. Jahrhunderts ausgebauten Stadtmauer | BDA-Hist.: Q37970513 Status: Bescheid Stand der BDA-Liste: 2025-06-30 Name: Mauern, Teil der Stadtmauer GstNr.: .50 City wall of Radstadt                                                           |
| ja    | Datei hochladen | Hauszeichen, Gasthausschild HERIS-ID: 36512 Objekt-ID: 35486                         | Stadtplatz 4 Standort KG: Radstadt                       | Das Gasthausschild des Gebäudes am Hauptplatz stammt aus dem späten 18. Jahrhundert. | BDA-Hist.: Q37970241 Status: Bescheid Stand der BDA-Liste: 2025-06-30 Name: Hauszeichen, Gasthausschild GstNr.: .53, .54                                                                            |
| ja    | Datei hochladen | Mauern, Teil der Stadtmauer HERIS-ID: 36539 Objekt-ID: 35518                         | Stadtplatz 12 Standort KG: Radstadt                      | Teil der im zweiten Viertel des 16. Jahrhunderts ausgebauten Stadtmauer | BDA-Hist.: Q37970524 Status: Bescheid Stand der BDA-Liste: 2025-06-30 Name: Mauern, Teil der Stadtmauer GstNr.: 27 City wall of Radstadt                                                            |
| ja    | Datei hochladen | Mauern, Teil der Stadtmauer HERIS-ID: 36540 Objekt-ID: 35519                         | Stadtplatz 13 Standort KG: Radstadt                      | Teil der im zweiten Viertel des 16. Jahrhunderts ausgebauten Stadtmauer | BDA-Hist.: Q37970534 Status: Bescheid Stand der BDA-Liste: 2025-06-30 Name: Mauern, Teil der Stadtmauer GstNr.: .108 City wall of Radstadt                                                          |
| ja    | Datei hochladen | Rathaus HERIS-ID: 27943 Objekt-ID: 24492                                             | Stadtplatz 16, 17 Standort KG: Radstadt                  | Der elfachsige Bau am Hauptplatz stammt im Kern aus dem 16. und 17. Jahrhundert. Er erhielt seine Fassadengliederung Ende des 18. Jahrhunderts und wurde im 19. Jahrhundert nochmals umgebaut. | BDA-Hist.: Q37916589 Status: § 2a Stand der BDA-Liste: 2025-06-30 Name: Rathaus GstNr.: .11, .23 |
| ja    | Datei hochladen | Kath. Pfarrkirche Mariae Himmelfahrt HERIS-ID: 27953 Objekt-ID: 24502                | bei Karl-Berg-Gasse 1 Standort KG: Radstadt              | Die Pfarrkirche steht, vom Friedhof umgeben, im Norden der Altstadt. Sie ist ein im Kern spätromanischer Bau mit gotischem Chor und hohem Nordturm. Das Langhaus ist dreischiffig, im Osten schließt der Chor mit einem Kreuzrippengewölbe an. Die Inneneinrichtung enthält neben barocken Schnitzfiguren auch Werke des 20. Jahrhunderts.                                                                                  | BDA-Hist.: Q37916672 Status: § 2a Stand der BDA-Liste: 2025-06-30 Name: Kath. Pfarrkirche Mariae Himmelfahrt GstNr.: .67 Kath. Pfarrkirche Mariae Himmelfahrt, Radstadt                             |
| ja    | Datei hochladen | Lichtsäule, Schustersäule HERIS-ID: 27954 Objekt-ID: 24503                           | Standort KG: Radstadt                                    | Die spätgotische Lichtsäule steht östlich der Pfarrkirche im Friedhofsbereich und ist über der Spitzbogentür mit 1513 bezeichnet. | BDA-Hist.: Q37916687 Status: § 2a Stand der BDA-Liste: 2025-06-30 Name: Lichtsäule, Schustersäule GstNr.: 5/1 Schustersäule, Friedhof Radstadt                                                      |
| ja    | Datei hochladen | Katharinenkapelle/Aufbahrungshalle HERIS-ID: 27955 Objekt-ID: 24504                  | Standort KG: Radstadt                                    | Die Aufbahrungshalle ist nordwestlich der Pfarrkirche an die Stadtmauer angebaut und war einst die Kirche des im 14. Jahrhundert gegründeten Spitals. | BDA-Hist.: Q37916706 Status: § 2a Stand der BDA-Liste: 2025-06-30 Name: Katharinenkapelle/Aufbahrungshalle GstNr.: .68 Katharinenkapelle (Radstadt)                                                 |
| ja    | Datei hochladen | Kirchhof/Friedhof ehemaliger HERIS-ID: 27956 Objekt-ID: 24505                        | Standort KG: Radstadt                                    | | BDA-Hist.: Q37916723 Status: § 2a Stand der BDA-Liste: 2025-06-30 Name: Kirchhof/Friedhof ehemaliger GstNr.: 5/1 Friedhof Radstadt                                                                  |
| ja    | Datei hochladen | Kapuzinerturm HERIS-ID: 29404 Objekt-ID: 26049                                       | Standort KG: Radstadt                                    | Der Kapuzinerturm bildet das nordöstliche Eck der im frühen 16. Jahrhundert erneuerten Stadtbefestigung. | BDA-Hist.: Q37926453 Status: § 2a Stand der BDA-Liste: 2025-06-30 Name: Kapuzinerturm GstNr.: .71 Kapuzinerturm, Radstadt                                                                           |
| ja    | Datei hochladen | Stadtmauer HERIS-ID: 30486 Objekt-ID: 27236                                          | Standort KG: Radstadt                                    | Teil der im zweiten Viertel des 16. Jahrhunderts ausgebauten Stadtmauer Anmerkung: Zu diesem Objekt zählen die Stadtmauer an der Nordseite des westlichen Teils des Friedhofs bei der Stadtpfarrkirche (ehem. Durchgang zur Schießstatt, Grundstück 5/2, Lage) sowie zwischen Friedhof und ehemaligem Kapuzinerkloster (Grundstück 6/1, Lage).                                                                              | BDA-Hist.: Q37934621 Status: § 2a Stand der BDA-Liste: 2025-06-30 Name: Stadtmauer GstNr.: 5/2; 6/1 City wall of Radstadt                                                                           |
| ja    | Datei hochladen | Stadtmauer HERIS-ID: 30487 Objekt-ID: 27237                                          | Standort KG: Radstadt                                    | Teil der im zweiten Viertel des 16. Jahrhunderts ausgebauten Stadtmauer Anmerkung: Zu diesem Objekt zählen ein Durchgang zur Paris-Laudon-Gasse (Grundstück 71/2, Lage), der Bereich zwischen Hexenturm und Hofhaimergasse (Grundstück 89, Lage) und die Stadtmauer an der Nordseite des östlichen Friedhofteils bei der Stadtpfarrkirche (Grundstück 6/2, Lage).                                                           | BDA-Hist.: Q37934638 Status: § 2a Stand der BDA-Liste: 2025-06-30 Name: Stadtmauer GstNr.: 71/2, 89, 6/2 City wall of Radstadt                                                                      |
| ja    | Datei hochladen | Ehem. Kapuzinerkirche Unbefleckte Empfängnis Mariae HERIS-ID: 27950 Objekt-ID: 24499 | bei Prehauserplatz 1 Standort KG: Radstadt               | Die im Nordosten der Altstadt stehende schlichte Kirche ist ein Saalbau aus den Jahren 1629 bis 1634. Um 1749 wurde die Kirche erweitert; aus jener Zeit stammen auch die Altäre im Inneren. | BDA-Hist.: Q37916608 Status: Bescheid Stand der BDA-Liste: 2025-06-30 Name: Ehem. Kapuzinerkirche Unbefleckte Empfängnis Mariae GstNr.: .72 Kapuzinerkirche Unbefleckte Empfängnis Mariae, Radstadt |
| ja    | Datei hochladen | Gerberturm, Stadtturm, Hexenturm HERIS-ID: 30477 Objekt-ID: 27225                    | bei Hofhaimergasse 11 Standort KG: Radstadt              | Der Hexenturm bildet das südwestliche Eck der im frühen 16. Jahrhundert erneuerten Stadtbefestigung. | BDA-Hist.: Q37934477 Status: Bescheid Stand der BDA-Liste: 2025-06-30 Name: Gerberturm, Stadtturm, Hexenturm GstNr.: .29 Hexenturm, Radstadt                                                        |
| ja    | Datei hochladen | Schloss Tandalier HERIS-ID: 27854 Objekt-ID: 24398                                   | Tandalierstraße 12 Standort KG: Schwemmberg              | Das Schloss wurde 1537 erstmals erwähnt und 1569 umgebaut. Es ist ein dreistöckiger Bau mit Walmdach und vier Ecktürmen. An der Südseite befinden sich zweigeschoßige Arkaden. | BDA-Hist.: Q15491128 Status: Bescheid Stand der BDA-Liste: 2025-06-30 Name: Schloss Tandalier GstNr.: 902 Schloss Tandalier                                                                         |